# VBScript
VBScript (Microsoft Visual Basic Scripting Edition) é uma versão interpretada da linguagem Visual Basic usada em Active Server Pages (ASP) para tarefas e construção dinâmica de página HTML, e Windows Scripting Host (WSH) para facilitar a construção de ferramentas por técnicos ou tarefas automatizadas.
O VBScript é frequentemente usado em substituição aos arquivos de lote, sendo uma opção mais avançada e prática.
VBScript usa o Component Object Model para acessar os elementos do ambiente no qual ele está sendo executado, o que permite o uso de funções avançadas do sistema operacional, por exemplo, para manipulação de arquivos ou do registro do Windows.
VBScript está disponível por padrão desde o Windows 98, onde o ambiente WSH já vinha instalado com suporte a linguagem.

## Funções da linguagem
Msgbox: exibe uma caixa de mensagem
Inputbox: espera a entrada do usuário
Day: retorna um número que representa o dia do mês do computador (varia do 1 ao 31)
Month: retorna um número que representa o mês do computador (varia do 1 ao 12)
MonthName: retorna o nome de um mês do computador
Year: retorna um número que representa o ano do computador
WeekDay: retorna um número que representa um dia da semana (varia do 1 ao 7)
WeekDayName (retorna o nome de um dia da semana)
Now (retorna a data e a hora atuais do sistema)
Hex (converte um número para hexadecimal)
Oct (converte um número para octal)
Cos (retorna o cosseno de um número)
Sin (retorna o seno de um número)
Tan (retorna a Tangente de um número)
Round (arredonda um número)
Sqr (retorna a raiz quadrada de um número)
Rnd (retorna um número aleatório)
Lcase (converte uma string inteira para minúscula)
Ucase (converte uma string inteira para maiúscula)
Len (retorna o comprimento de uma string)
Strreverse (inverte uma string)
Trim (remove os espaços à esquerda e à direita de uma string)
Ltrim (remove os espaços à esquerda de uma string)
Rtrim (remove os espaços à direita de uma string)
InStr (procura uma string em uma outra string e retorna a sua posição)

## Exemplos de código VBS
```
'Este é um Comentário de linha

MsgBox
 
"Olá, Mundo!"

```

```
'Código que permite que o usuário digite o seu nome

nome
 
=
 
Inputbox
(
"Digite o seu nome: "
)

Msgbox
(
"É um prazer te conhecer Senhor(a) "
 
&
 
nome
)

```

## Ligações Externas
- Using VBScript - Microsoft Docs
- Programação ADO VBScript: Criando um projeto ADO - Microsoft Docs
- Creating an Object Using VBScript - Microsoft Docs
- Tutorial RDS (VBScript) - Microsoft Docs

- Wikilivros